# Trinidad (film, 1952)
Trinidad (engelska: Affair in Trinidad) är en amerikansk dramafilm från 1952 i regi av Vincent Sherman. I huvudrollerna ses Rita Hayworth och Glenn Ford. Filmen var Hayworths "comeback" efter fyra års uppehåll från filmandet och den andra filmen där duon Hayworth-Ford från Gilda (1946) åter möttes på filmduken. 

## Rollista i urval
- Rita Hayworth - Chris Emery
- Glenn Ford - Steve Emery
- Alexander Scourby - Max Fabian
- Valerie Bettis - Veronica Huebling
- Torin Thatcher - kommissarie Smythe
- Howard Wendell - Anderson
- Karel Stepanek - Walters
- George Voskovec - doktor Franz Huebling
- Steven Geray - Wittol
- Walter Kohler - Peter Bronec
- Juanita Moore - Dominique
- Mort Mills - Martin, Wittols kumpan
- Ralph Moody - rättsläkare
- Gregg Martell - Olaf, Fabians chaufför

## Musik i filmen
- "I've Been Kissed Before", skriven av Lester Lee & Bob Russell, framförd av Rita Hayworth (dubbad av Jo Ann Greer)
- "Trinidad Lady", skriven av Lester Lee & Bob Russell, framförd av Rita Hayworth (dubbad av Jo Ann Greer)